# Lay-Lamidou
Lay-Lamidou é uma comuna francesa na região administrativa da Nova Aquitânia, no departamento dos Pirenéus Atlânticos. Estende-se por uma área de 5,57 km². Em 2010 a comuna tinha 122 habitantes (densidade: 21,9 hab./km²).